# Melanotrema meiospermum
Melanotrema meiospermum är en lavart som först beskrevs av William Nylander och som fick sitt nu gällande namn av Andreas Frisch 2006. 
Melanotrema meiospermum ingår i släktet Melanotrema och familjen Thelotremataceae. Inga underarter finns listade i Catalogue of Life.